# Samolot rozpoznawczy

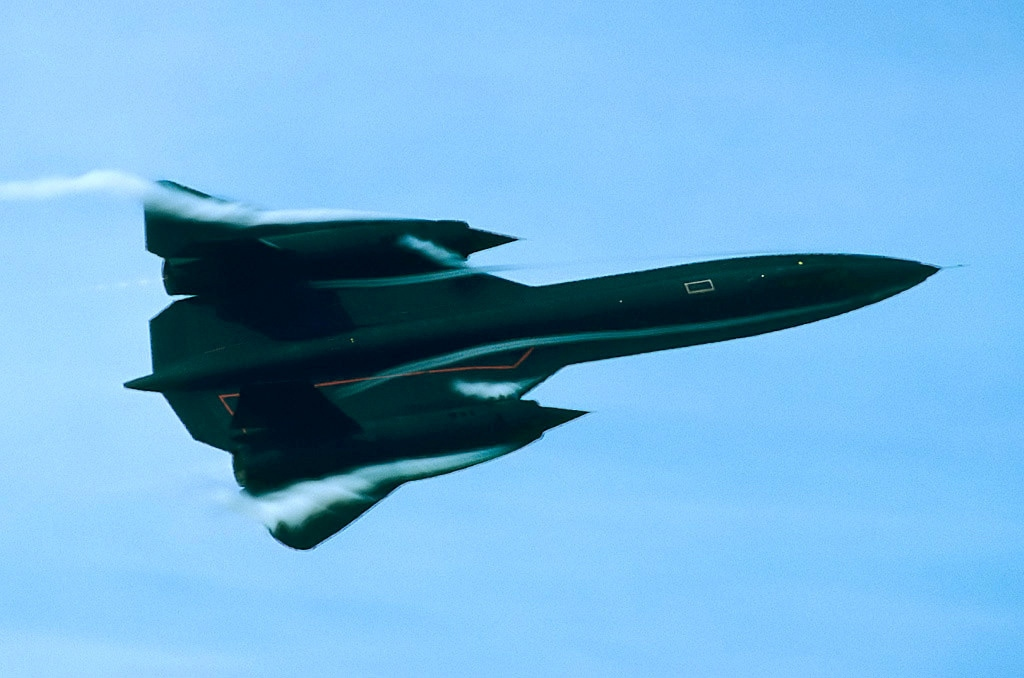
SR-71 Blackbird

Samolot rozpoznawczy – samolot przeznaczony do prowadzenia zwiadu. Na ogół wyposażony w aparaturę do tego celu (zazwyczaj aparaty fotograficzne, kamery, radary czy czujniki podczerwieni). Rozróżnia się samoloty rozpoznawcze strategiczne i taktyczne.
Samoloty rozpoznawcze nie miały zazwyczaj uzbrojenia, współcześnie zaś ich głównym elementem obrony jest duża prędkość, wysokość lotu lub obniżona wykrywalność.
Do najbardziej znanych samolotów  rozpoznawczych należą Lockheed U-2 i Lockheed SR-71 Blackbird. Współcześnie role samolotów rozpoznawczych przejmują satelity i drony.